# Erika Sainte
Erika Sainte (* 14. Juli 1981) ist eine belgische Schauspielerin.

## Leben
Der Werdegang von Erika Sainte als Schauspielerin begann 1999 im Théâtre de Namur, wo man sie in Henrik Ibsens Peer Gynt erstmals auf einer Bühne erleben konnte. Bis 2004 absolvierte sie ein Schauspielstudium am Institut des arts de diffusion (Institut für Rundfunkkunst) in Neu-Löwen. Ihr Fernsehdebüt gab sie 2011 mit einer Nebenrolle in der Serie Interpol. Erst durch ihre Hauptrolle im Film Sie weint nicht, sie singt (Elle ne pleure pas, elle chante) des belgischen Filmregisseurs Philippe de Pierpont erreichte sie eine größere Bekanntheit, da sie für die Darstellung der Laura 2012 den Magritte-Filmpreis als beste Nachwuchsdarstellerin gewann.
Seitdem wird sie nicht nur als Film-, sondern auch als Theaterschauspielerin regelmäßig engagiert. Sie tritt in den größeren Häusern der Region Brüssel-Hauptstadt wie dem Théâtre des Martyrs und dem Théâtre Le Public auf, so im Frühjahr 2019 als Vanda in La Vénus à la fourrure von David Ives. Von ihrem filmischen Schaffen ist in 2017 eine Tätigkeit als Regisseurin des Filmes Je suis resté dans les bois hervorzuheben. Seit 2018 spielt sie als Lieutenant Camille Delaunay die weibliche Hauptrolle in der Fernsehserie Die purpurnen Flüsse, die beim Festival de la fiction TV de La Rochelle als beste Serie nominiert war.

## Theaterrollen (Auswahl)
- 1999–2000: Peer Gynt von Henrik Ibsen am Théâtre de Namur
- 2003–2004: Oncle Vania von Anton Pawlowitsch Tschechow am Théâtre de la Vie, Brüssel
- 2005–2006: Don Quichotte von Miguel de Cervantes am Théâtre royal du Parc, Brüssel
- 2006–2007: La Femme d’avant (Die Frau von früher) von Roland Schimmelpfennig am Rideau de Bruxelles
- 2008–2009: Les Revenants von Henrik Ibsen am Théâtre des Martyrs, Brüssel
- 2012: Skylight von David Hare am Théâtre Le Public, Brüssel
- 2014: Qui a peur de Virginia Woolf? von Edward Albee am Théâtre Le Public, Brüssel
- 2019: Vanda in La Vénus à la fourrure von David Ives am Théâtre Le Public, Brüssel[5]

## Filmografie (Auswahl)
Schauspielerin
- 2011: Interpol (Fernsehserie, Folge La vie devant soi)[2]
- 2011: Sie weint nicht, sie singt (Elle ne pleure pas, elle chante)[9]
- 2011: Ein freudiges Ereignis (Un heureux événement)
- 2014: Belgian Rhapsody (Brabançonne)
- 2014: Der Unbestechliche – Mörderisches Marseille (La French)
- 2014: Alle Katzen sind grau (Tous les chats sont gris)
- 2014–2016:Euh (Fernsehserie, 15 Folgen)
- 2015: Familienbande (You’re Ugly Too)
- 2015: Moonwalkers
- 2016: Arrêtez-moi là
- 2016–2018: Baron Noir (Fernsehserie, 10 Folgen)
- 2017: Die Schlange – Killer vs. Killer (Le Serpent aux mille coupures)
- 2017: Bonjour Paris (Jeune Femme)[10]
- 2017: À deux heures de Paris
- 2018: Ein Becken voller Männer (Le Grand Bain)
- 2018: Une part d’ombre
- 2018: Jacqueline Sauvage: C’était lui ou moi (Fernsehfilm)
- 2018: Victor Hugo, ennemi d’État (Fernsehserie, 4 Folgen)
- seit 2018: Die purpurnen Flüsse (Les Rivières pourpres, Fernsehserie)[7]
- 2020: Louloute
- 2020: Banden von Marseille (Bronx) (Fernsehfilm)
- 2021: Mon Ange (Fernsehserie, 2 Folgen)
- 2022: Dans l’ombre des dunes (Fernsehfilm)

Regisseurin, Drehbuchautorin und Schauspielerin
- 2017: Je suis resté dans les bois (gemeinsam mit Michaël Bier und Vincent Solheid)[6]

## Preise
Gewonnen
- 2012: Magritte als beste Nachwuchsdarstellerin für Elle ne pleure pas, elle chante[4]

Nominiert
- 2019: Magritte als beste Nebendarstellerin für Une part d’ombre[11]